# Barragem do Poço Grande
A barragem do Poço Grande, também conhecida como açude do Poço Grande e açude Araci, é uma barragem de terra-enrocamento brasileira, situada no município de Araci, mais precisamente no distrito do Poço Grande. Foi construída para represar as águas do Riacho Carnaíba.
Sua crista conta uma distância de 1 070 metros de uma ponta a outra.[carece de fontes?]
Sua trincheira tem altura de 15 metros acima da fundação e um comprimento de coroamento de 1070 metros (segundo ferramenta de medição de distância do Google Maps). Sua área de ocupação de solo em sua capacidade total é 18 quilômetros de espelho d'água.

## História
O açude de Poço Grande foi inaugurado em 1964, construído e administrado pelo Departamento Nacional de Obras Contra a Seca, com o intuito de amenizar as dificuldades vividas pelas famílias da comunidade nos períodos de estiagem.

## Turismo
O complexo turístico do poço grande é um dos ponto mais frequentados do município araciense, formado por praia artificial e conta com relativa infraestrutura, com restaurantes de comida típica.
A boa pescaria também é alternativa ao turismo. além da pratica de banho, e possibilidade de passeio em moto aquática.

## Meio ambiente

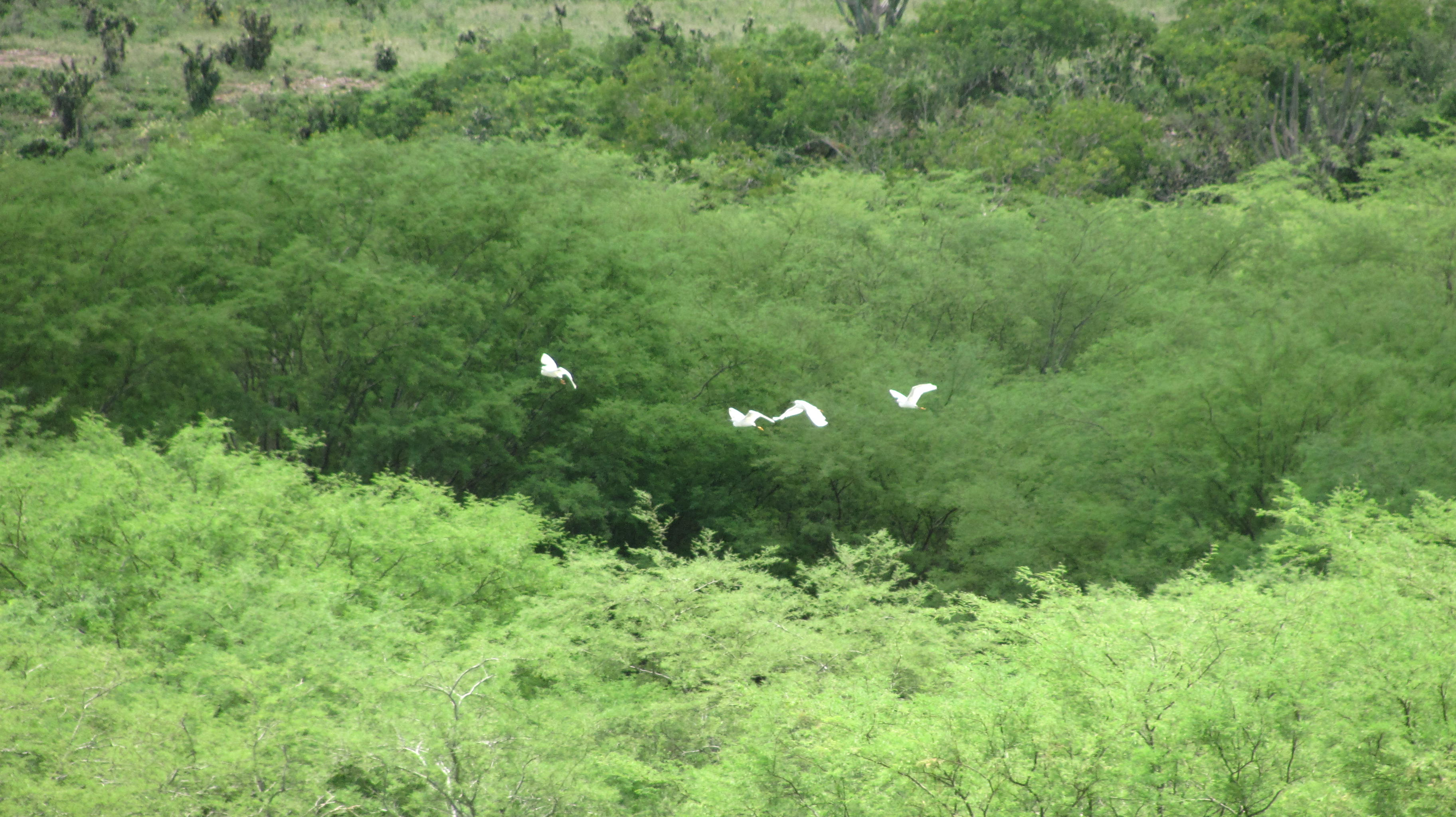
Garças sobrevoando área verde ao lado da barragem

A abundância de água fomenta a existência de diversas espécies de animais silvestres, especialmente, mas não somente, aves, tais como: garças, abutres, quero-quero (na região chama de "espanta boiada"), carcará, gaviões, biguás (por lá conhecida como "mergulhão"), paturi, algumas espécies de socó. E incentiva a larga criação de animais domestico, além de contribuir fortemente para o desenvolvimento de diversas espécies de plantas, arbustos e árvores, que, em alguns pontos, parecem não está inseridos numa região de caatinga, fugindo do aspecto comum a uma região semiárida.